# Allonzo Trier
Allonzo Brian Trier (Seattle, 17 gennaio 1996) è un cestista statunitense.

## Palmarès
- McDonald's All-American Game (2015)